# Pareupogona oblonga
Pareupogona oblonga är en tvåvingeart som först beskrevs av Macquart 1847.  Pareupogona oblonga ingår i släktet Pareupogona och familjen parasitflugor. Inga underarter finns listade i Catalogue of Life.